# Stilbus notabilis
Stilbus notabilis là một loài bọ cánh cứng trong họ Phalacridae. Loài này được Fall miêu tả khoa học năm 1901.